# Ørneægget
Ørneægget er en dansk stum dramafilm fra 1909 produceret af Nordisk Films Kompagni og instrueret af Viggo Larsen.
Filmen handler om en kvinde fra Korsika, der har lovet at gifte sig med den, der kan bringe hende et ørneæg. To mænd forsøger at skaffe et ørneæg til hende, men begge omkommer. 

## Medvirkende
- Viggo Larsen
- Gudrun Kjerulf
- Edith Buemann
- Petrine Sonne
- Sofus Wolder